# Carolina Rey
Carolina Rey (Roma, 7 ottobre 1991) è una conduttrice televisiva, attrice e conduttrice radiofonica italiana.

## Biografia
Conduttrice e volto di punta di Rai Gulp, debutta dodicenne al Teatro Due Pini di Roma con Romeo e Giulietta e replica con Jesus Christ Superstar. Un anno più tardi entra a far parte del coro delle voci bianche dell'Accademia Nazionale di Santa Cecilia, con il quale resta per 4 anni. Negli stessi anni partecipa a 10 puntate del programma televisivo Piccole canaglie, in onda su Canale 5, condotto da Pino Insegno e Simona Ventura. Nel 2006 prende parte alla trasmissione Cominciamo bene su Rai 3 in qualità di opinionista. Nel 2007 partecipa al Festival del Cinema di Roma interpretando il ruolo di Micòl nella rappresentazione teatrale di Il giardino dei Finzi-Contini. Nel 2009 e 2010 è nel cast fisso di Festa italiana in onda su Rai 1 come cantante solista.
Nel 2011 recita nella settima stagione di Un medico in famiglia su Rai 1 e nello stesso anno è una delle protagoniste degli spettacoli Fame e Risate in corso per la regia di Claudio Insegno. Nel settembre 2011 entra a far parte del "coro pop-gospel SAT&B", diretto da Maria Grazia Fontana, del quale ancora oggi fa parte. Nel 2012 inizia un'intensa attività nel doppiaggio prestando la voce a cartoni animati e serie televisive. Nel 2013 è la conduttrice del programma Tiggì Gulp, in diretta tutti i giorni su Rai Gulp. Inizia poi una collaborazione con il Telefono Azzurro per cui conduce, presso la Camera dei deputati, la Giornata Internazionale dei diritti dei minori. Conduce anche l'Internet Safety Day e l'evento I ragazzi interrogano la politica, presso Palazzo Montecitorio. Nel luglio del 2013 è attrice del video clip Movidindi della seconda classificata a Sanremo Giovani Ilaria Porceddu. Nel 2014, sempre per Rai Gulp, conduce La TV Ribelle, un talk show per ragazzi in onda due giorni alla settimana, e nell'estate 2014 conduce La TV Ribelle Web, magazine per ragazzi in streaming sul sito RaiPlay.
Nel 2015 conduce per Rai Gulp il programma Versus, format dedicato agli sport "minori" realizzato in collaborazione con il CONI e altre federazioni sportive, ed il programma culinario Ricette a colori, prodotto da Rai Expo e trasmesso due giorni alla settimana per tutta la durata dell'Expo 2015. Nel 2016 approda a Mediaset, dove affianca Alessandro Cecchi Paone e Vincenzo Venuto nel programma scientifico in prima serata La settima porta, in onda su Rete 4. Nel 2017 torna in Rai come inviata del programma La vita in diretta Estate, in cui si occupa di spettacolo e attualità. Nel 2018 torna a vestire i panni di cantante nel film Sconnessi, in cui interpreta la colonna sonora e il brano Sconnessi, candidato ai Nastri d'argento 2018. Nel 2019 incide e scrive il brano Compromessi sposi per l'omonimo film di Francesco Miccichè, in cui interpreta anche un ruolo come attrice al fianco di Vincenzo Salemme e Diego Abatantuono. Nel 2019 su Rai 2 conduce la trasmissione musicale Un palco per due, con Lorenzo Baglioni. 
Nel 2020 conduce l'ultima parte della serata di capodanno L'anno che verrà dopo Amadeus. A marzo 2020, su Sky Arte, conduce lo speciale Ulisse, l'arte e il mito. A partire da settembre 2020 partecipa come concorrente alla decima edizione di Tale e quale show, in cui si classifica al quarto posto, e tra il 2020 e il 2021 prende parte alla nona e alla decima edizione di Tale e quale show - Il torneo.
Nel 2022 inizia a lavorare in radio su RTL 102.5 e l'11 dicembre affianca Carlo Conti nella conduzione di Natale e quale show - Speciale Telethon. Nel 2024 è una componente della commissione musicale di Sarà Sanremo dal quale escono le nuove proposte per il Festival di Sanremo 2025.

## Programmi televisivi
- Piccole canaglie (Canale 5, 2001)
- Cominciamo bene (Rai 3, 2006) – opinionista
- Festa italiana (Rai 1, 2009-2010) – inviata
- Tiggì Gulp (Rai Gulp, 2013)
- La TV Ribelle (Rai Gulp, 2014)
- Versus - Generazione di campioni (Rai Gulp, 2015)
- Ricette a colori (Rai Gulp, 2015)
- Lo Zecchino di Natale (Rai 1, 2015)
- La settima porta (Rete 4, 2016) – inviata
- Next TV (Rai Gulp, 2016-2017)
- La vita in diretta Estate (Rai 1, 2017) – inviata
- Un palco per due (Rai 2, 2019)
- Il boss delle pizze (Alice, 2019)
- L'anno che verrà (Rai 1, 2019-2020)
- Ulisse, l’arte e il mito (Sky Arte, 2020)
- C'è tempo per... (Rai 1, 2020) – inviata
- Marateale - La notte del cinema (Rai 2, 2020-2021)
- Tale e quale show (Rai 1, 2020) – concorrente
  - Tale e quale show - Il torneo (Rai 1, 2020-2022) – concorrente
  - Natale e quale show (Rai 1, 2022-2023) – co-conduttrice
  - Tale e quale Sanremo (Rai 1, 2023) – concorrente
- Oggi è un altro giorno (Rai 1,  2020-2023) – ospite ricorrente
- Andiamo a 110 (Rai 2, 2021)
- Fatti sentire - Festival della musica emergente italiana (Rai 2, 2021)
- Unomattina Weekly (Rai 1, 2022-2024)
- Con il cuore - Nel nome di Francesco (Rai 1, 2023-2024) – inviata
- Pizza Doc (Rai 2, 2023-2024)
- Urban Green (Rai 2, 2024)
- Sanremo Giovani - Sarà Sanremo (Rai 2, Rai 1, 2024) – componente della commissione musicale
- Unomattina (Rai 1, 2025) – inviata al Festival di Sanremo 2025
- Unomattina Estate (Rai 1, dal 2025)
- Festival di Castrocaro (Rai 2, 2025)

### Web TV
- La TV Ribelle Web (RaiPlay, 2014)
- #OnePeopleOnePlanet - The Multimedia Marathon (RaiPlay, 2020-2024)
- Buongiorno Sanremo (CasaSanremo.it, 2023)

## Radio
- No problem - W l'Italia (RTL 102.5, dal 2022)

## Filmografia

### Cinema
- Poveri ma ricchi, regia di Fausto Brizzi (2016)
- Sconnessi, regia di Christian Marazziti (2018)
- Compromessi sposi, regia di Francesco Miccichè (2019)
- Tutte le mie notti, regia di Manfredi Lucibello (2019)
- Tutti per Uma, regia di Susy Laude (2021)

### Televisione
- Risate in corso (2011)
- Un medico in famiglia 7 – serie TV (2011)
- Innamorati di me – film TV (2017)